# Boophis picturatus
Boophis picturatus là một loài ếch trong họ Mantellidae. Nó là loài đặc hữu của Madagascar.
Các môi trường sống tự nhiên của chúng là các khu rừng ẩm ướt đất thấp nhiệt đới hoặc cận nhiệt đới và sông. Nó không được xem là bị đe dọa theo IUCN.